# Dorfkirche Proseken

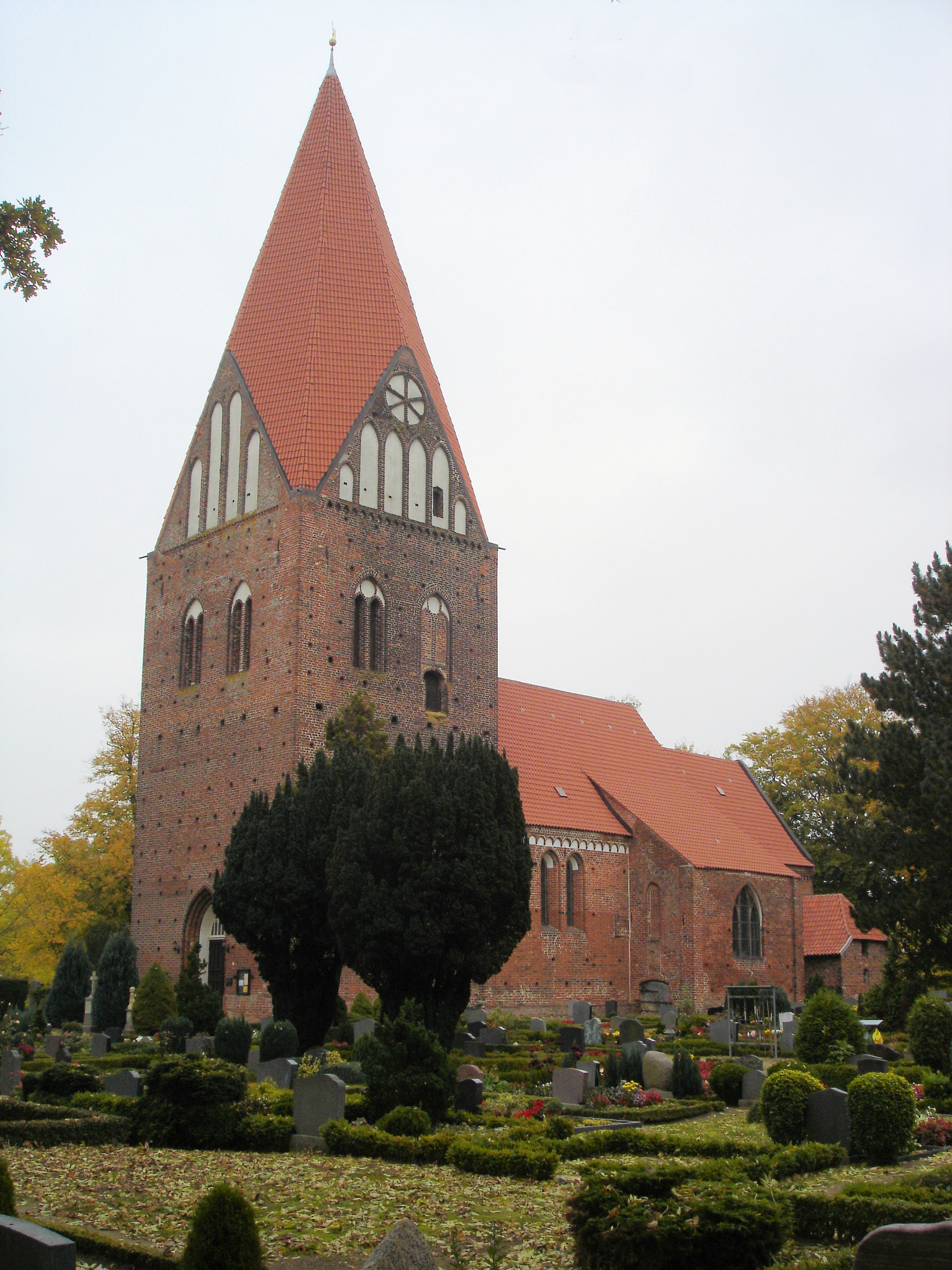
Dorfkirche Proseken von Südwesten

Die Dorfkirche Proseken ist eine der zwei Kirchen der Evangelisch-Lutherischen Kirchengemeinde Proseken-Hohenkirchen. Die Kirchengemeinde gehört zur Propstei Wismar im Kirchenkreis Mecklenburg der Evangelisch-Lutherischen Kirche in Norddeutschland. Der Ort Proseken gehört zur Gemeinde Gägelow im Landkreis Nordwestmecklenburg, die direkt westlich an die Hansestadt Wismar grenzt.

## Geschichte

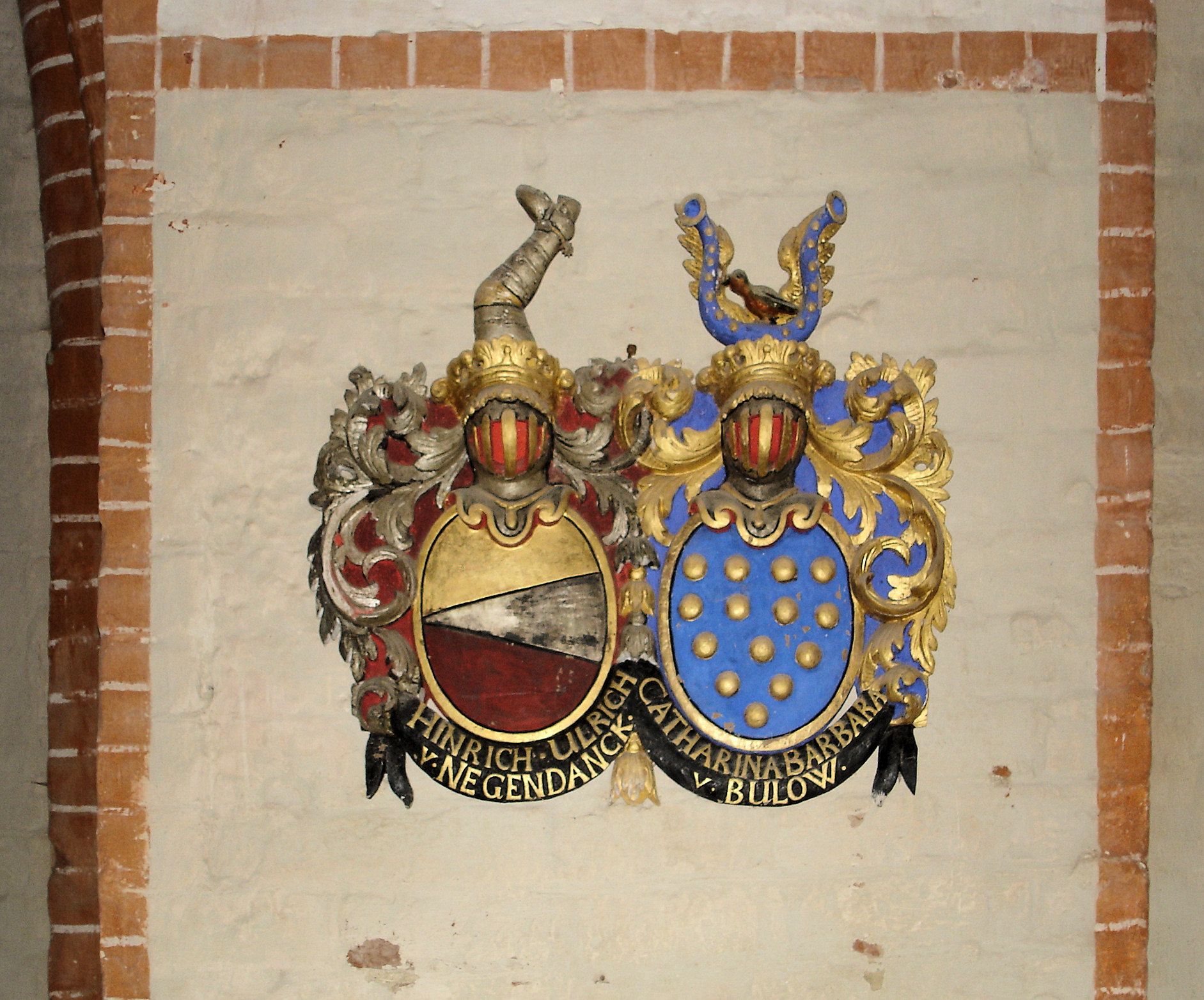
Wappen Negendanck und Bülow

Das Dorf Proseken wurde bereits 1210 erstmals urkundlich erwähnt. In den Akten wurden auch die Namen Procek, Proceka oder Proceken verwendet. Eine Herleitung führt Schlie vom slawischen preseca (Hag) an, wenngleich auch die Benennung nach dem Ort Breesen, der sich an dieser Stelle befand, wahrscheinlich ist. Die Kirche wurde erstmals 1222 urkundlich erwähnt, und tatsächlich liegt die Bauzeit der Kirche im 13. Jahrhundert. Die Gründung erfolgte durch den Bischof von Ratzeburg, der 1237 das Kirchspiel unter das Archidiakonat des Klosters Rehna stellte. Nach der Reformation übernahm der Landesherr das Patronat, später die Familie Negendanck. Der äußere Bogenfries zeigt die stilistische Herkunft aus der Übergangszeit von der Romanik zur Gotik. Der Chor und das Kirchenschiff entstanden gleichzeitig in der zweiten Hälfte des 13. Jahrhunderts, der Turm in der zweiten Hälfte des 15. Jahrhunderts. Bauherr des Turms war wahrscheinlich ein Negendanck. Weitere Um- und Anbauten wurden im 15. Jahrhundert vorgenommen: Strebepfeiler wurden zur Verbesserung der Statik errichtet, das Ostfenster wurde vergrößert und der Ostgiebel neu gestaltet. Die Sakristei als südlicher Anbau an den Chor wurde neu errichtet. 1580 wurde eine Kapelle an die Südseite des Kirchenschiffs angebaut, sie diente im unteren Teil als Grabgewölbe. Im oberen, inneren Teil befand sich das Gestühl der Stifterfamilie. Das untere Turmgeschoss wurde 1668 zum Langhaus hin geöffnet. Der nördliche Portalvorraum am Chor ist neogotisch, er wurde bei der Restaurierung im Jahr 1856 errichtet.
1991 bis 1992 wurden Renovierungsarbeiten an der Kirche durchgeführt.

## Baubeschreibung

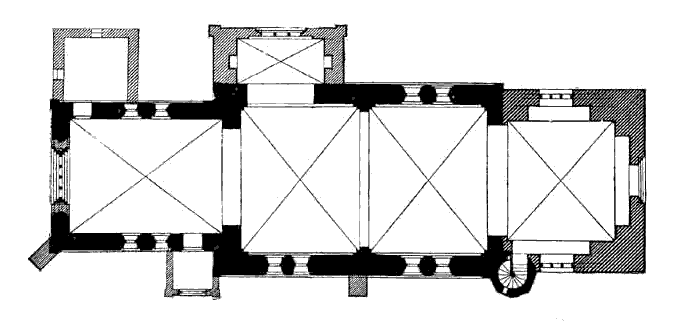
Grundriss nach Schlie

Die Kirche ist einschiffig und aus Backstein errichtet. An den eingezogenen länglich rechteckigen Chor schließt das zweijochige Kirchenschiff an. Das Kirchenschiff ist etwas breiter angelegt. Die Trennung von Langhaus und Chor bildet ein Triumphbogen. An Langhaus und Chor finden sich Ecklisenen. Die paarweise angeordneten Lanzettfenster haben eingelegte Rundstäbe und glasierte Backsteine zur Zierde.
Chor und Kirchenschiff sowie die am Schiff angebaute Kapelle und das untere Turmgeschoss haben Kreuzrippengewölbe. Der Turm ist nahezu quadratisch und weist eine beachtliche Höhe auf. Bemerkenswert ist die Ähnlichkeit der Giebelgestaltung am Turm mit den Wismarschen Kirchen. Der Helm ist achteckig mit vier Schildgiebeln und bildet dadurch eine „Bischofsmütze“. Die Giebel sind jeweils verschieden in ihrem mit Rauten, Rosetten und Spitzbögen aufwändig gestalteten Blendenschmuck.

## Inneres

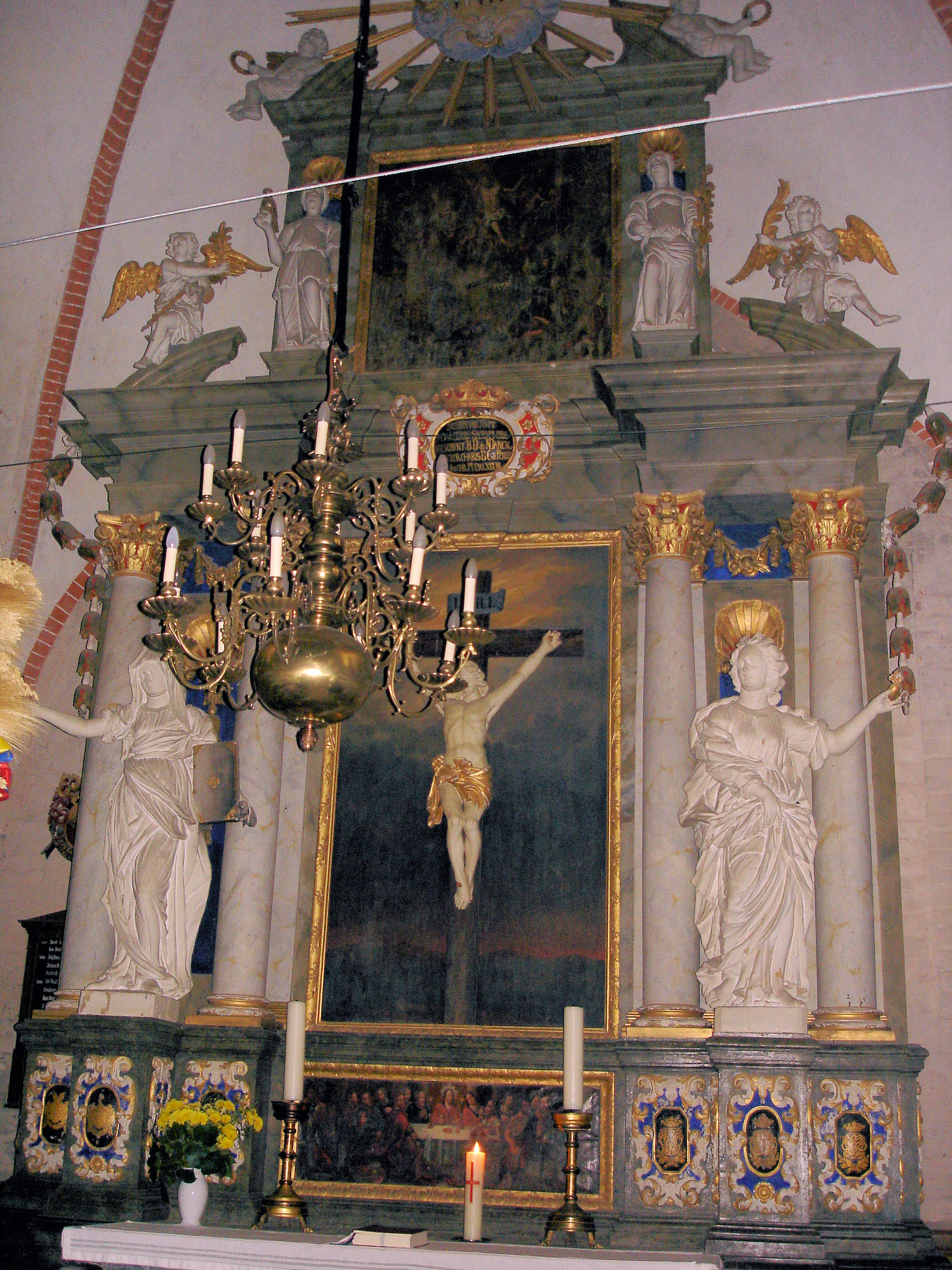
Altar

Die Tauffünte aus Kalkstein ist das älteste Ausstattungsstück, sie stammt aus der Bauzeit der Kirche. Die Kuppa ist mit Reliefs bärtiger Männerköpfe verziert. Der barocke Altaraufsatz ist zweigeschossig und wurde im Jahr 1733 von Barthold Dietrich von Negendanck gestiftet. In erster Ehe war dieser mit Catharina Elisabeth von Bülow verheiratet, was das vorhandene Wappen beider Familien erklärt. Der Sockel des Altars zeigt die Abendmahlsszene, im Hauptfeld befindet sich ein plastisches Kruzifix vor einem Gemälde, flankiert von Säulen und allegorischen Figuren. Im Oberteil wird ein Himmelfahrtsgemälde von einem Auge Gottes in einer Gloriole bekrönt.
Die Kanzel stammt von 1656, der Schalldeckel wurde 1662 hinzugefügt. Ihr durch Schnitzereien im Ohrenstil geprägter Stil ist der Spätrenaissance zuzurechnen. Die Kanzeltür ziert ein Negendanck-Reventlowsches Allianzwappen. Ebenfalls aus dem 17. Jahrhundert stammen die drei Kronleuchter und reich verzierte Epitaphe. Die Orgel ist ein Werk des Wismarer Orgelbauers Friedrich Wilhelm Winzer aus dem Jahr 1868 mit 19 Registern auf zwei Manualen und Pedal. Die farbigen Glasfenster mit der Darstellung der Evangelisten entstanden 1884. In der Kirche gibt es mehrere historisch bedeutende Grabplatten.